# Richard Cromwell (attore)
Richard Cromwell, nato LeRoy Melvin Radabaugh (Long Beach, 8 gennaio 1910 – Hollywood, 11 ottobre 1960), è stato un attore statunitense.
Il suo nome ha una stella sulla Hollywood Walk of Fame, al 1627 di Vine Street.

## Biografia
Nel luglio 1960, Cromwell firmò con il produttore Maury Dexter per apparire nel film The Little Shepherd of Kingdom Come, prodotto dalla 20th Century-Fox e diretto da Andrew V. McLaglen, con Jimmie Rodgers e Bob Dix (figlio di Richard Dix).  
Tuttavia, ammalatosi di cancro al fegato, Cromwell morì a Hollywood l'11 ottobre 1960, all'età di 50 anni, e fu sostituito nel film da Neil Hamilton. 
È sepolto al Fairhaven Memorial Park a Santa Ana, in California.

## Vita privata
Fu sposato, per un breve periodo, con l'attrice Angela Lansbury, ma, per via della sua omosessualità, i due divorziarono dopo un anno, rimanendo però ottimi amici.

## Filmografia
- Il re del jazz (The King of Jazz), regia di John Murray Anderson e Pál Fejös (1930)
- L'uomo e la bestia (Tol'able David ), regia di John G. Blystone (1930)
- La venere dei porti (Fifty Fathoms Deep), regia di Roy William Neill (1931)
- La bolgia dei vivi (Shanghaied Love), regia di George B. Seitz (1931)
- Maker of Men, regia di Edward Sedgwick (1931)
- Ingratitudine (Emma), regia di Clarence Brown (1932)
- The Strange Love of Molly Louvain, regia di Michael Curtiz (1932)
- Il figlio del disertore (Tom Brown of Culver), regia di William Wyler (1932)
- The Age of Consent, regia di Gregory Lacava (1932)
- That's My Boy, regia di Roy William Neill (1932)
- La nuova ora (This Day and Age), regia di Cecil B. DeMille (1933)
- Hoop-La, regia di Frank Lloyd (1933)
- Above the Clouds, regia di Roy William Neill (1933)
- Joanna (Carolina), regia di Henry King (1934)
- Most Precious Thing in Life, regia di Lambert Hillyer (1934)
- Name the Woman, regia di Albert S. Rogell (1934)
- Among the Missing, regia di Albert S. Rogell (1934)
- When Strangers Meet, regia di Christy Cabanne (1934)
- I lancieri del Bengala (The Lives of a Bengal Lancer), regia di Henry Hathaway (1935)
- McFadden's Flats, regia di Ralph Murphy (1935)
- La vita comincia a quarant'anni (Life Begins at Forty), regia di George Marshall (1935)
- Men of the Hour, regia di Lambert Hillyer (1935)
- Unknown Woman, regia di Albert S. Rogell (1935)
- La corazzata Congress (Annapolis Farewell), regia di Alexander Hall (1935)
- Poppy, regia di A. Edward Sutherland (1936)
- Ultimatum di mezzanotte (Our Fighting Navy), regia di Norman Walker (1937)
- The Road Back, regia di James Whale (1937)
- The Wrong Road, regia di James Cruze (1937)
- Figlia del vento (Jezebel), regia di William Wyler (1938)
- Come On, Leathernecks!, regia di James Cruze (1938)
- Tempesta sul Bengala (Storm Over Bengal), regia di Sidney Salkow (1938)
- Alba di gloria (Young Mr. Lincoln), regia di John Ford (1939)
- Village Barn Dance, regia di Frank McDonald (1940)
- Enemy Agent, regia di Lew Landers (1940)
- Il cattivo la inseguiva ancora (The Villain Still Pursued Her), regia di Edward F. Cline (1940)
- Parachute Battalion, regia di Leslie Goodwins (1941)
- Riot Squad, regia di Edward Finney (1941)
- Morgan il bandito (Baby Face Morgan), regia di Arthur Dreifuss (1942)
- Cosmo Jones in the Crime Smasher , regia di James Tinling (1943)
- Bungalow 13, regia di Edward L. Cahn (1948)

## Doppiatori italiani
- Augusto Marcacci in Ingratitudine, I lancieri del Bengala
- Gianfranco Bellini in I lancieri del Bengala (2' ediz.), Alba di gloria
- Adolfo Geri in Figlia del vento